# Арасан-Капал
Арасан-Капал (каз. Арасан-Қапал) — село в Аксуском районе Жетысуской области Казахстана. Входит в состав Арасанского сельского округа. Код КАТО — 193235200.
В село находится и бальнеологический курорт Капаларасан.

## Население
В 1999 году население села составляло 269 человек (142 мужчины и 127 женщин). По данным переписи 2009 года, в селе проживало 69 человек (38 мужчин и 31 женщина).